# Lysandra fuscociliata
Lysandra fuscociliata är en fjärilsart som beskrevs av Metschl 1924. Lysandra fuscociliata ingår i släktet Lysandra och familjen juvelvingar. Inga underarter finns listade i Catalogue of Life.